# Шпак-малюк блискотливий
Шпак-малю́к блискотливий (Aplonis panayensis) — вид горобцеподібних птахів родини шпакових (Sturnidae). Мешкає на півночі Австралазії.

## Опис
Довжина птаха становить 21-36 см. Дорослі птахи мають повністю чорне забарвлення із зеленуватими, пурпуровими або синіми металевими відблисками. Хвіст довгий, дзьоб чорний, міцний, дещо загнутий, очі червоні. У молодих птахів верхня частина тіла чорнувата, нижня частина тіла білувата, поцяткована темними смужками.

## Підвиди
Виділяють чотири підвиди:
- A. m. metallica (Temminck, 1824) — Молуккські острови, Нова Гвінея, північно-східна Австралія та сусідні острови;
- A. m. nitida (Gray, GR, 1858) — архіпелаг Бісмарка (за винятком північного заходу) і Соломонові острови;
- A. m. purpureiceps (Salvadori, 1878) — острови Адміралтейства (північний захід архіпелагу Бісмарка);
- A. m. inornata (Salvadori, 1881) — острови Нумфор[en] і Біак[en] (на північ від Нової Гвінеї).

## Поширення і екологія
Блискотливі шпаки-малюки мешкають в Індонезії, Папуа Новій Гвінеї, на Соломонових Островах та на північно-східному узбережжі австралійського штату Квінсленд. Деякі австралійські популяції в серпні мігрують на Нову Гвінею, а повертаються в квітні. Блискотливі шпаки-малюки живуть в тропічних лісах, мангрових лісах, в садах і на плантаціях.

## Поведінка
Блискотливі шпаки-малюки живляться переважно плодами. Гнізда великі, кулеподібні. зроблені з хмизу, розміщується в кронах дерев. Сезон розмноження припадає на період дощів (жовтень-березень).

## Галерея

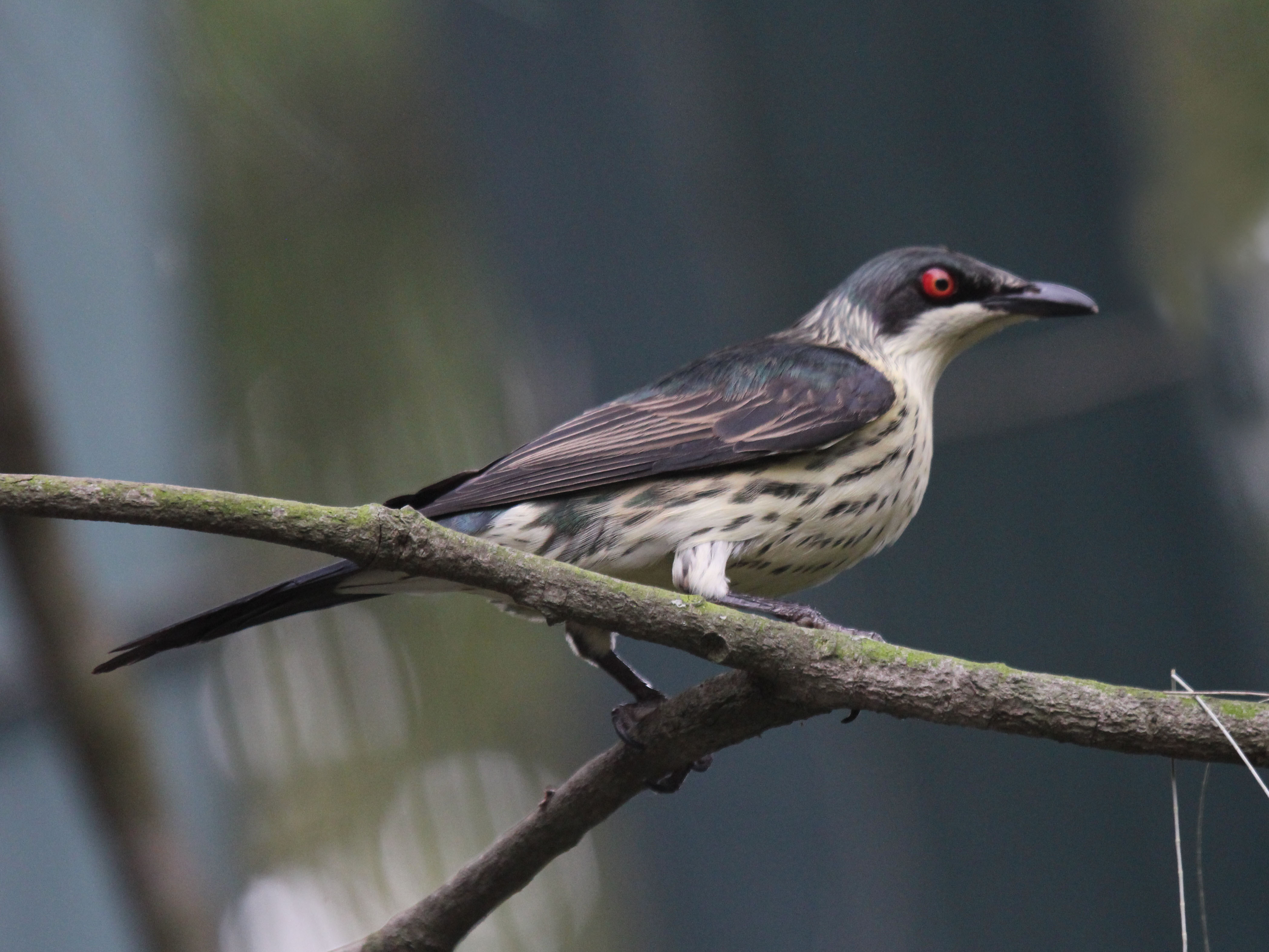
Молодий птах
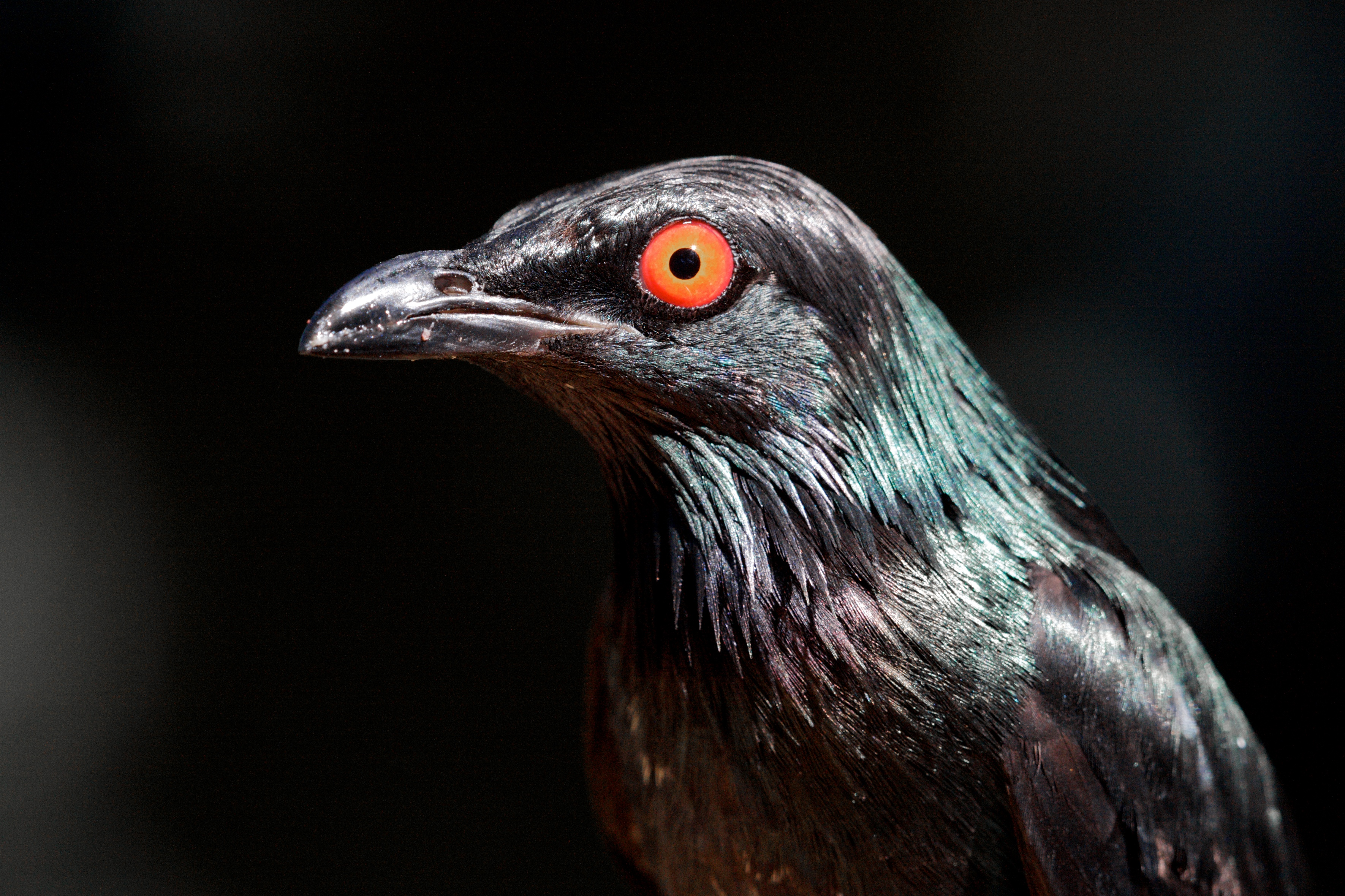
Голова дорослого птаха
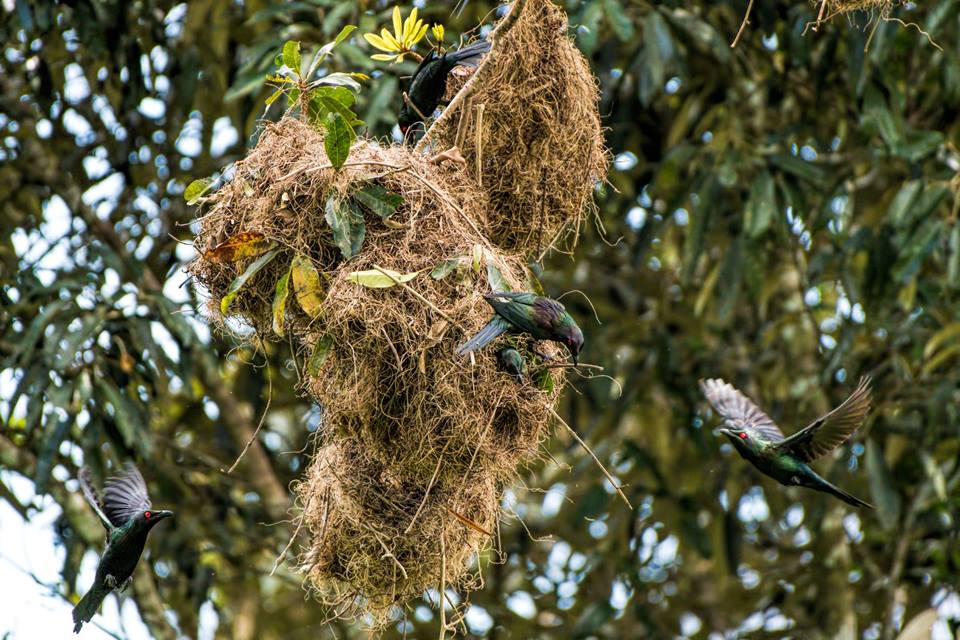
Блискотливі шпаки-малюки біля гнізда
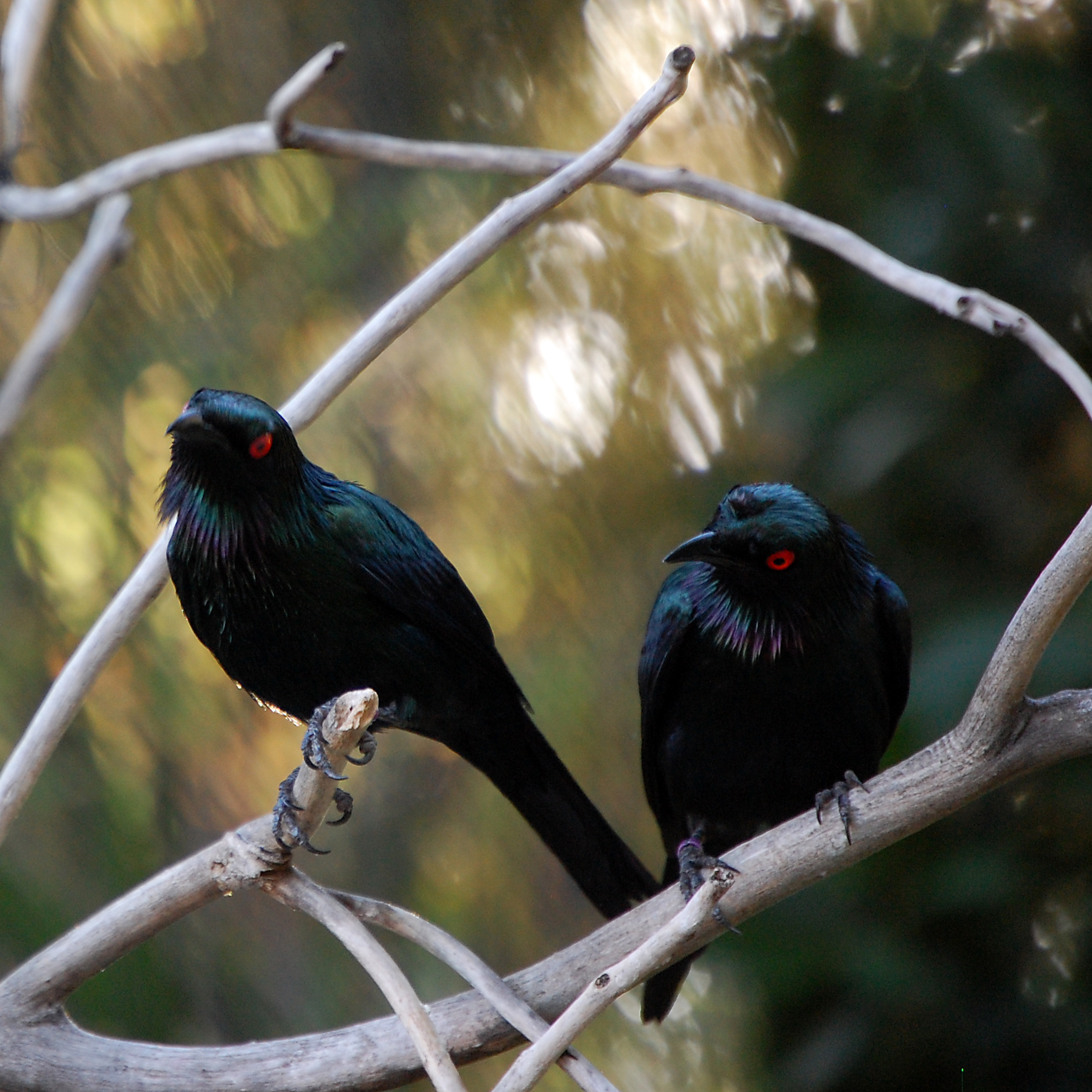
Блискотливі шпаки-малюки
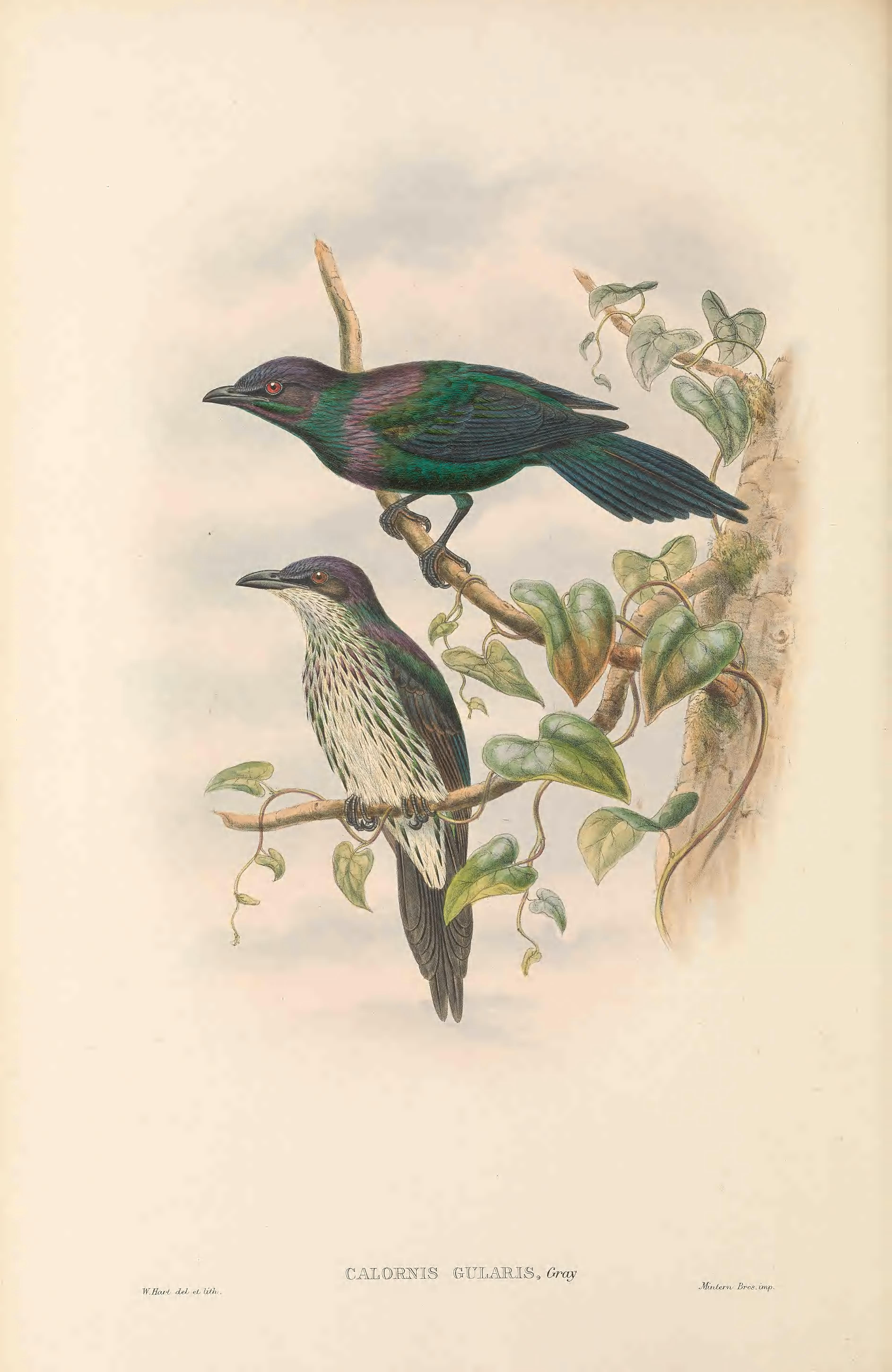
Блискотливі шпаки-малюки